# Daniele Zanettovich
Daniele Zanettovich (Trieste, 26 gennaio 1950) è un compositore e direttore d'orchestra italiano.

## Biografia
Figlio del violinista Renato Zanettovich, ha compiuto a Trieste i suoi studi musicali sotto la guida di Dario De Rosa e di Giulio Viozzi, diplomandosi in composizione, pianoforte, musica corale e direzione di coro e in strumenti a percussione. La sua carriera è iniziata alla tastiera del pianoforte con la vittoria nel 1963 alla IV Rassegna Nazionale allievi pianisti di Spezia.
Dalla fine degli anni sessanta si è dedicato alla composizione ottenendo le prime affermazioni con tre diplomi di ammissione alla lettura finale al Concorso Internazionale di composizione G.B. Viotti di Vercelli (1967/1968/1969) e vincendo negli stessi anni il "premio del pubblico" nelle due prime edizioni del Concorso Nazionale di composizione R. Zandonai di Rovereto.
I suoi lavori sono pubblicati da Leduc (Parigi), dalla Casa Musicale Sonzogno, Ricordi, Zanibon, Curci, Pizzicato.
I suoi Appunti per il corso di armonia principale in due volumi sono di ampio uso presso le scuole di composizione.
Come direttore d'orchestra si è esibito con l'Orchestre National de l'Opéra di Montecarlo, l'orchestra del Teatro Verdi di Trieste, l'orchestra dell'A.I.D.E.M. di Firenze, l'Orchestra Sinfonica di Sanremo, l'orchestra dell'Ente Lirico dell'Arena di Verona oltre a vari complessi e orchestre da camera.
È stato titolare della cattedra di Composizione al conservatorio Jacopo Tomadini di Udine fino al 2009.

## Composizioni
Alcune composizioni rappresentative:
- 1971 Celine, opera che viene rappresentata al Teatro Donizetti di Bergamo nell'ottobre dello stesso anno
- 1972 E&F Flauto-Concerto con il quale Zanettovich si è imposto al Concorso Internazionale di composizione "Prix Prince Pierre de Monaco", esecuguito nel 1973 a Montecarlo da Jean-Pierre Rampal con l'Orchestre National de l'Opéra, e trasmesso in diretta dalla ORTF-France-Musique
- 1972 Concerto di Materada (mezzosoprano, quartetto d'ottoni, archi e recitante), su un frammento dell'omonimo romanzo di Fulvio Tomizza
- 1973 I canti della pace (mezzosoprano, fagotto e piccola orchestra) costruiti su temi popolari cecoslovacchi
- 1975 Corégraphies pour orchestre, primo premio al XII Concorso Internazionale di composizione sinfonica Premio Città di Trieste, eseguito in prima assoluta al Teatro Verdi di Trieste
- 1975 Invenzione sopra un tritono, primo premio al XVI Concorso Nazionale di composizione pianistica G.F. Malipiero di Treviso
- 1977 Estadio Nacional: Lager 1973 per flauto, archi e tamburo, prima esecuzione assoluta alla Sagra Malatestiana di Rimini
- 1977 Passio prophana per orchestra, secondo premio alla Rassegna Internazionale Gino Marinuzzi di Sanremo
- 1977  Appunti in un cimitero di guerra per flauto e percussione, Contraciudad, ...in illam requiem... per voci e percussioni
- 1978 Monumentum a Luigi Dallapiccola per baritono e orchestra, opera vincitrice del "Prix Prince Pierre de Monaco"
- 1979 Symphoniae super tenor aquileiensis,  Symphonia tertia per ottoni e percussione e Sinfonia sopra un discanto aquileiese
- 1981 Genesi per coro misto da camera, eseguito a Hilversum (Paesi Bassi) nel corso della settimana internazionale Gaudeamus, La Donna Verde, primo premio al Concours International de composition musicale Opéra et Ballet di Ginevra
- 1982 Symphonia quarta per flauto e contrabbasso (Amsterdam)
- 1984 Aire de nocturno
- 1985 Symphonia sexta per percussione e frequenza (Amburgo)
- 1986 Symphonia septima per flauto, flauto contralto e frequenza (Milano, Concorso Carme)
- 1986 Symphonia octava super tenor Aquileiensis per coro femminile e orchestra d'archi con un oboe in eco, alla memoria di Biagio Marin (San Daniele del Friuli, Festival Internazionale di Musica da Camera contemporanea)
- 1987 Symphonia nona per oboe, pianoforte preparato e frequenza (Trieste, Festival Chromas)
- 2008 Marco Polo Opera Lirica in tre atti su libretto di Fabio Ceresa (Prima esecuzione assoluta a Fiume, HNK Ivan de Zajc 2013)